# The Fair Maid of Perth

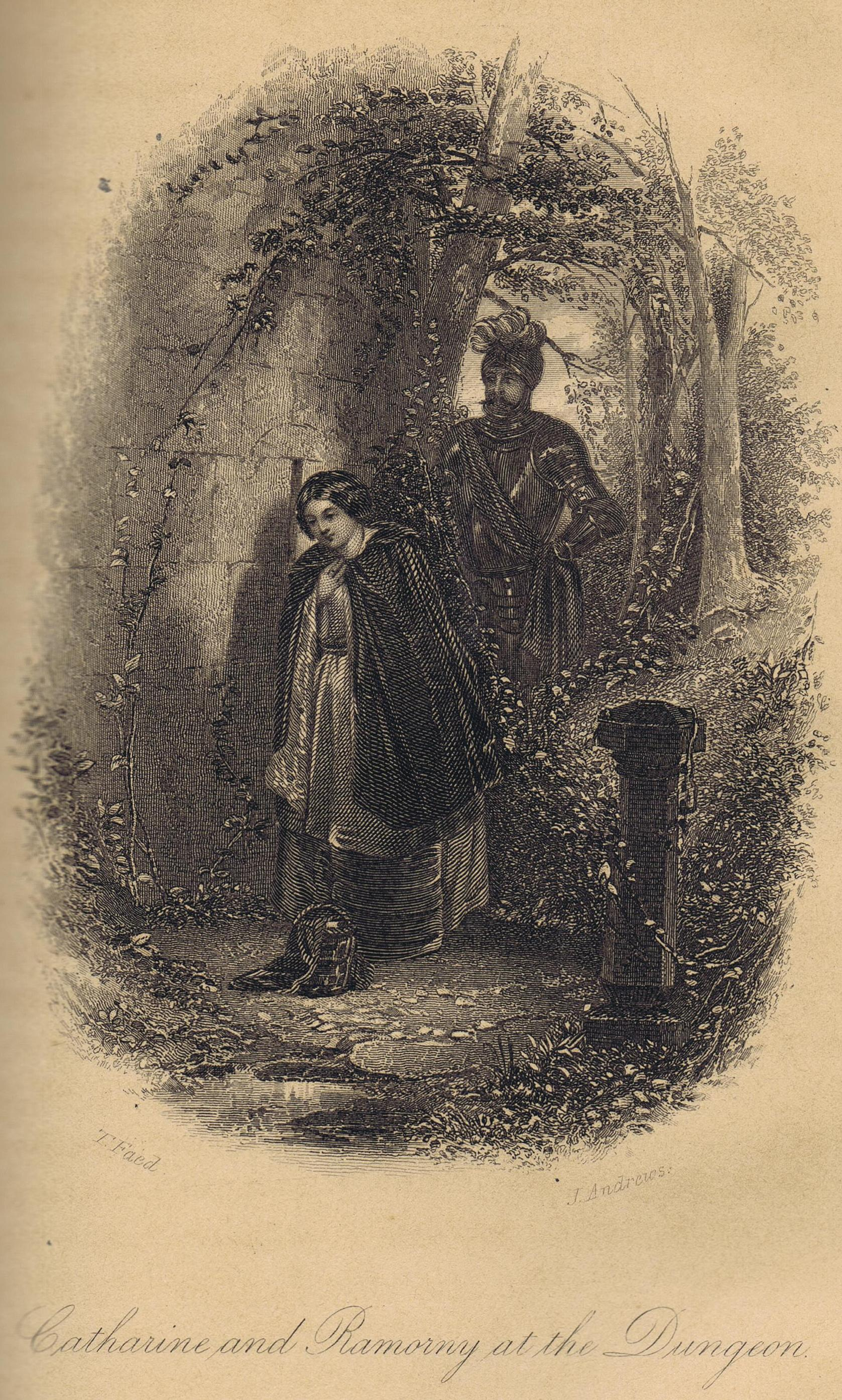
Ilustración de 1859, encontrada en la edición de 1872 publicada por James R. Osgood and Company, Boston.

The Fair Maid of Perth (La Bella Dama de Perth o La Linda Doncella de Perth en español) es una novela escrita por Walter Scott y publicada el 15 de mayo de 1828. Está inspirada en La Batalla de North Inch y ambientada en Perth (conocida en ese momento como John´s Town) y otras partes de Escocia alrededor del año 1.400.